# Rima Dawes
Rima Dawes és una estructura geològica del tipus rima a la superfície de la Lluna, situada amb el sistema de coordenades planetocèntriques a 17.79 ° de latitud N i 26.72 ° de longitud E. Fa un diàmetre de 15 km. El nom va ser fet oficial per la UAI l'any 1985 i fa referència al cràter Dawes.